# Китс, Эбигейл
Эбигейл Китс (африк. Abigail Keats; род. 11 ноября 1986, Дурбан, Южно-Африканская Республика) — южноафриканский модельер. Прославилась в основном благодаря коллекциям, в которых подчёркивается женская сила.

## Биография
Эбигейл Китс родилась 11 ноября 1986 года в городе Дурбан в Южно-Африканской Республике. В подростковом возрасте девушка закончила Дейнферский колледж в Йоханнесбурге, а затем начала обучение в Лондонской международной школе моды, откуда выпустилась в 2007 году. Свою первую коллекцию Эбигейл представила в 2008 году на неделе моды Audi в рамках показа коллекций дизайнеров нового поколения осень-зима.
С тех пор она не раз участвовала в Йоханнесбургской неделе моды, неделе моды Audi и Африканской неделе моды. Китс приглашали представить её коллекции в Нью-Йорк, Лондон и Майами. В апреле 2009 года в её нарядах выступали финалисты конкурса «Мисс FTV».
Южноафриканская версия журнала Elle в июне 2008 года назвала её «дизайнером месяца», Cosmopolitan признал «дизайнером для просмотра», а журнал Ray — «избранным дизайнером». В июне 2010 года газета Mail & Guardian включила её в список 200 наиболее влиятельных молодых южноафриканцев. В том же месяце она была выбрана правительством ЮАР для представления страны на выставке «Экспо-2010» в Шанхае.

## Галерея

### Осень-зима 2010
|  |  |  |